# Joseph Lewinsky

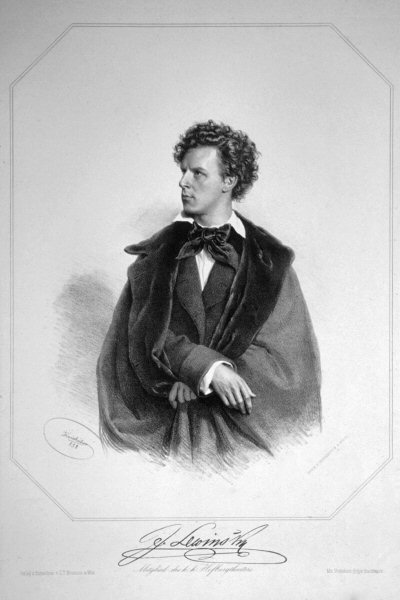
Joseph Lewinsky, litografi av Joseph Kriehuber.

Joseph Lewinsky, född 20 september 1835 i Wien, död där 27 februari 1907, var en österrikisk skådespelare.
Lewinsky debuterade 1855 i Wien och var sedan anställd bland annat i Brünn och från 1858 vid Burgteatern i Wien, där han senare också verkade som regissör. Lewinsky var en fantasifull karaktärsskådespelare med flammande temperament, bunden av virtuos teknik. Bland hans roller märks Kung Lear, Richard III, Jago i Othello, Shylock i Köpmannen i Venedig, Tartuffe, Harpagon i Den Girige, Nathan den vise, Mefistofeles i Faust, Filip II i Don Carlos och Berent i Ett handelshus.